# Chloriona ponticana
Chloriona ponticana är en insektsart som beskrevs av Asche 1982. Chloriona ponticana ingår i släktet Chloriona och familjen sporrstritar. Inga underarter finns listade i Catalogue of Life.